# متغیرپذیر
در علوم کامپیوتر، عملگر یا تابعی متغیرپذیر است اگر بتواند تعداد متنوعی از شناسه‌ها را بگیرد؛ یعنی اگر اریتی آن ثابت نباشد.
برای مقالات خاص، ببینید:
- تابع متغیرپذیر
- ماکرو متغیرپذیر در پیش‌پردازنده سی
- الگوی متغیرپذیر
- الگوهای متغیرپذیر در سی++۱۱